# هنا (کالیفرنیای جنوبی)
هنا (به انگلیسی: Hannah) یک منطقهٔ مسکونی در ایالات متحده آمریکا است که در شهرستان فلورانس، کارولینای جنوبی واقع شده‌است. هنا ۱۹ متر بالاتر از سطح دریا واقع شده‌است.